# Münchener Freiheit
Münchener Freiheit is een Duitse popband. In 2005 brachten ze hun vijftiende album uit, zes albums van hen behaalden goud en er gingen in totaal vijf miljoen albums over de toonbank in Europa. In 2007 brachten ze hun zeventiende album uit, XVII. XVII staat dan ook voor "17". De groepsnaam komt van het café Münchener Freiheit gelegen aan het gelijknamige plein "Münchener Freiheit" dat in München ligt. Soms wordt de groep ook gewoon Freiheit genoemd.
Ze hadden een hit in het Verenigd Koninkrijk en Nederland met het nummer Play it Cool (3) en Keeping The Dream Alive (30). In de Verenigde Staten kwam dat lied eerst niet van de grond, maar later wel toen het gebruikt werd als soundtrack in de film Say Anything. Recent werd het lied ook gebruikt in het programma American Idol voor videomontages.

## Beginjaren
De band bestaat uit zanger-keyboardspeler Stefan Zauner (30 juni 1952), zanger-gitarist Aron Strobel (26 januari 1958), drummer Rennie Hatzke (30 september 1955), zanger-bassist Michael Kunzi (27 augustus 1958) en keyboardspeler Alex Grünwald (7 september 1954). De groep ontstond in de vroege jaren tachtig. Hun debuutalbum Umsteiger kwam in 1982 uit. In 1984 ontstond de huidige samenstelling van de band. Van hun derde album Herzschlag einer Stadt werd Oh Baby een hit.

## Doorbraak
In 1986 hadden ze eindelijk een hitalbum beet met Von Anfang an. Daarna kwam de internationale doorbraak, ze namen liedjes op in het Engels uit Von Anfang an en uit hun nieuwe album Traumziel. De single Ohne Dich bleef 14 weken in de hitlijsten, na een aantal weken doorgebracht te hebben op nummer 1. Ze schreven de Engelse teksten zelf, later zouden ze op Engelse tekstschrijvers beroep doen. Met het album deden ze het erg goed in Zweden, Noorwegen en Nederland. In Nederland werd Ohne Dich gecoverd door Erik Mesie, en in Vlaanderen door Niels William, onder de titel Zonder jou.
In 1988 brachten ze Fantasie en in het Engels Fantasy uit, het was een gematigd succes in Europa. In Duitsland was het album wel een succes en het bracht acht weken in de top 10 door en twee liedjes werden ook op single uitgebracht en werden top 15-hits: So lang' man Träume noch leben kann en Bis wir uns wiederseh'n. Het nummer Play it Cool bereikt in 1988 de 3e plaats in de Nederlandse hitlijst. In begin 1989 bereikt het nummer Keeping The Dream Alive de 30e plaats in diezelfde hitlijst. 
Hun volgende album Purpurmond was het laatste album dat ook heropgenomen werd in het Engels, negen liedjes van de elf verschenen ook in het Engels.

## 1991 tot heden
In 1991 brachten ze het Engelstalige album Deuces Wild uit, de teksten van de liedjes werden door Tim Touchton geschreven.
Een jaar later hadden ze opnieuw een hit beet en in 1993 vertegenwoordigden ze Duitsland op het Eurovisiesongfestival met het nummer Viel zu weit, ze werden slechts achttiende. De single werd uitgebracht in vier talen maar was alleen in Duitsland een bescheiden succesje. Met Energie haalden ze een jaar later een top-30 albumplaats binnen, maar hun volgende twee albums flopten volledig.
Ze veranderden van platenmaatschappij en in 2000 kwam hun album Freiheit die ich meine opnieuw in de top 50. Ze veranderden weer van platenmaatschappij, tot op heden zitten ze bij Crocodile Music. Met hun volgende albums haalden ze slechts de onderste regionen van de top 100.
Intussen vierde de band zijn vijfentwintigjarig bestaan met het compilatiealbum Alle Jahre, Alle Hits (2005) en een nieuwe single Du bist das Leben.
Hun album "XVII" en de single Nichts ist wie du zijn behoorlijk populair in Duitsland.
In maart 2009 wordt het nieuwe album Eigene Wege uitgebracht. Dit wordt hun 18e studioalbum.
Op 10 september 2010 verscheen de single Seit der Nacht , als voorloper van het album Ohne Limit, dat op 1 oktober 2010 verscheen. Van de tournee die hierop volgde, verscheen een concert op dvd en dubbel-cd om hun dertigjarig jubileum te vieren.
Zanger Stefan Zauner verliet de band in 2012. De band ging verder met zanger Tim Wilhelm. In 2013 verscheen het album met zang van Tim: Mehr. Er kwam ook een dubbel-cd uit Mehr en the best of ... die gröszten Hits neu eingespielt, waaronder Herz aus Glas, Ohne Dich (schlaf' ich heut nacht nicht ein), So lang' man Träume noch leben kann, SOS.

## Prijzen
- 1986: Goldene Stimmgabel (Categorie beste band van het jaar), Goldene Europa.
- 1987: Goldene Stimmgabel (Categorie beste band van het jaar), Berolina (Categorie beste band van het jaar).
- 1990: Goldene Stimmgabel (Categorie beste band van het jaar).
- 1992: Goldene Stimmgabel (Categorie beste band van het jaar).

## Discografie

### Singles
- 1982: Zeig mir die Nacht
- 1982: Baby Blue
- 1983: Ich steh' auf Licht
- 1983: Rumpelstilzchen
- 1984: Oh Baby
- 1984: S.O.S.
- 1985: Herzschlag ist der Takt
- 1985: Ohne Dich
- 1986: Tausendmal du
- 1986: Every Time
- 1986: Es gibt kein nächstes Mal
- 1987: Herz aus Glas
- 1987: Play It Cool
- 1987: So lang' man Träume noch leben kann
- 1988: Baby it's you
- 1988: Bis wir uns wiederseh'n
- 1988: So heiß
- 1988: Diana
- 1988: Keeping the Dream Alive
- 1988: Kissed you in the rain
- 1989: Verlieben Verlieren
- 1990: Ich will Dich nochmal
- 1990: Ihr kommt zu spät
- 1990: All I can do
- 1990: Komm zurück
- 1991: Liebe auf den ersten Blick
- 1992: Einfach wahr
- 1992: Einmal kommt das Leben
- 1993: Tausend Augen
- 1993: Viel zu weit
- 1993: Du bist Energie für mich
- 1994: Du weißt es, ich weiß es
- 1994: Schenk' mir eine Nacht
- 1995: Du bist da
- 1996: (Bei Dir) bin ich einfach besser drauf (Promo)
- 1996: Komm doch zu mir
- 1997: Liebe Lust und Leidenschaft
- 1997: Where do I belong (met Mr. President)
- 1998: Hit-Mix
- 1998: Dann versinkt die Welt in Schweigen
- 1999: Schuld war wieder die Nacht
- 2000: Du bist nicht allein
- 2000: Solang
- 2002: Wachgeküsst
- 2002: Wieder und wieder (Promo)
- 2003: 1000x Du (Version 2003)
- 2004: Geile Zeit
- 2004: Ein Engel wie Du (Promo)
- 2005: Leuchtturm (Promo)
- 2005: Du bist das Leben
- 2006: Kleine Wunder (Promo)
- 2007: Nichts ist wie Du
- 2007: Reif für die Insel
- 2009: Sie liebt Dich wie Du bist
- 2010: Seit der Nacht
- 2013: Meergefühl

### Albums
- 1982: Umsteiger
- 1983: Licht
- 1984: Herzschlag einer Stadt
- 1986: Von Anfang an
- 1986: Traumziel
- 1987: Romancing in the dark
- 1988: Fanta
- 1988: Fantasy
- 1989: Purpurmond
- 1990: Love is no science
- 1990: Freiheit live!
- 1991: Deuces Wild
- 1992: Liebe auf den ersten Blick
- 1994: Energie
- 1996: Entführ mich
- 1998: Schatten
- 2000: Freiheit die ich meine
- 2002: Wachgeküsst
- 2003: Zeitmaschine
- 2004: Geile Zeit
- 2007: XVII
- 2009: Eigene Wege
- 2010: Ohne Limit
- 2013: Mehr/Mehr

### Compilaties
- 1992: Ihre größten Hits
- 1994: Schenk mir eine Nacht - ihre schönsten Lovesongs
- 2005: Alle Jahre - Alle Hits - Die Singles
- 2009: Es Gibt Kein Nächstes Mal (3CD)

### NPO Radio 2 Top 2000
| Nummers met noteringen in de NPO Radio 2 Top 2000 | '99  | '00  | '01  | '02  | '03  | '04  | '05  |
| ------------------------------------------------- | ---- | ---- | ---- | ---- | ---- | ---- | ---- |
| Keeping the Dream Alive                           | 1367 | 1332 | 1018 | 1331 | 1673 | 1982 | 1927 |
| Play It Cool                                      | 1679 | 1626 | 1521 | -    | -    | -    | -    |

1. ↑  Een '-' betekent dat het nummer niet was genoteerd en een vetgedrukt getal geeft de hoogste notering van een nummer aan.
2. ↑  Deze tabel is bijgewerkt tot en met de laatste editie (2024).